# (487) Venetia
(487) Venetia – planetoida z pasa głównego asteroid okrążająca Słońce w ciągu 4 lat i 135 dni w średniej odległości 2,67 j.a. Została odkryta 9 lipca 1902 roku w Landessternwarte Heidelberg-Königstuhl w Heidelbergu przez Luigi Carnerę. Nazwa planetoidy pochodzi od łacińskiej nazwy włoskiego regionu Wenecja Euganejska. Przed nadaniem nazwy planetoida nosiła oznaczenie tymczasowe (487) 1902 JL.